# Ouk yodisé
L’ouk yodisé (majuscule : , minuscule : ) est une ligature de l'alphabet cyrillique qui a été utilisée en roumain écrit avec l’alphabet cyrillique roumain au XIXe siècle. Elle a aussi été utilisée dans l’écriture cyrillique archaïque, et n’est pas à confondre avec le you ‹ ю › aussi appelé « ouk yodisé ».

## Utilisation

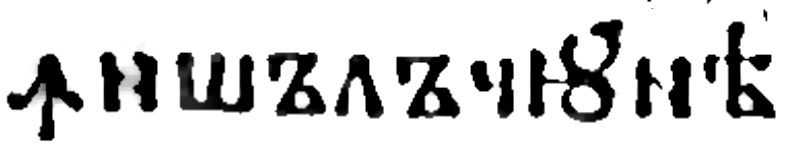
Le mot « ꙟншълъчнѣ » avec un ouk yodisé dans un livre publié en 1835 en semionciale cyrillique.
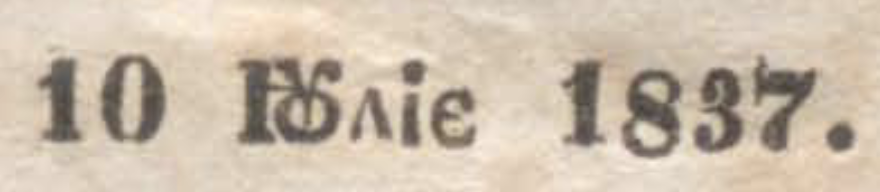
« 10 Iulie 1837 » écrit avec l’ouk yodisé de l’alphabet cyrillique roumain.

L’ouk yodisé est introduit comme ligature dans la grammaire roumaine d’Ion Heliade Rădulescu publiée en 1835. Heliade-Rădulescu avait déjà reduit le nombre de lettres de l’alphabet cyrillique roumain, se débarrassant de plusieurs lettres archaïques, dans sa grammaire roumaine de 1828.

## Représentation informatique
Cette lettre n’a pas été codée dans une norme informatique et n’a pas de représentation dans Unicode.
La lettre peut être représentée avec les polices de caractères utilisant les caractères Unicode à usage privé suivant le codage défini dans le Unified encoding of Early Cyrillic in the Unicode Private Use Area proposée en 2010,  U+F3A2 CYRILLIC CAPITAL LETTER YUK et  U+F3A3 CYRILLIC SMALL LETTER YUK.
Dans la police de caractères RomanCyrillic Std, les caractères ЈꙊ (U+0408 CYRILLIC CAPITAL LETTER JE, U+A64A CYRILLIC CAPITAL LETTER MONOGRAPH UK) forment une ligature majuscule ouk yodisé et јꙋ (U+0458 CYRILLIC SMALL LETTER JE, U+A64B CYRILLIC SMALL LETTER MONOGRAPH UK) forment une ligature minuscule ouk yodisé : ЈꙊ et јꙋ.